# Control del límit de velocitat

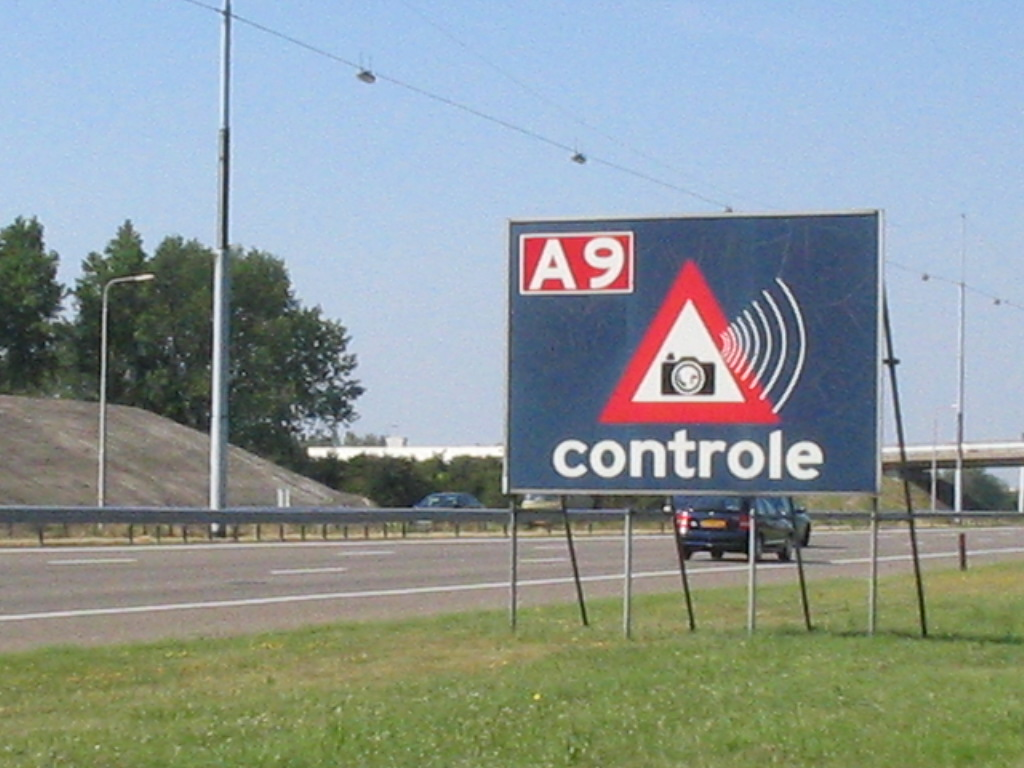
Senyal d'advertència a l' A9

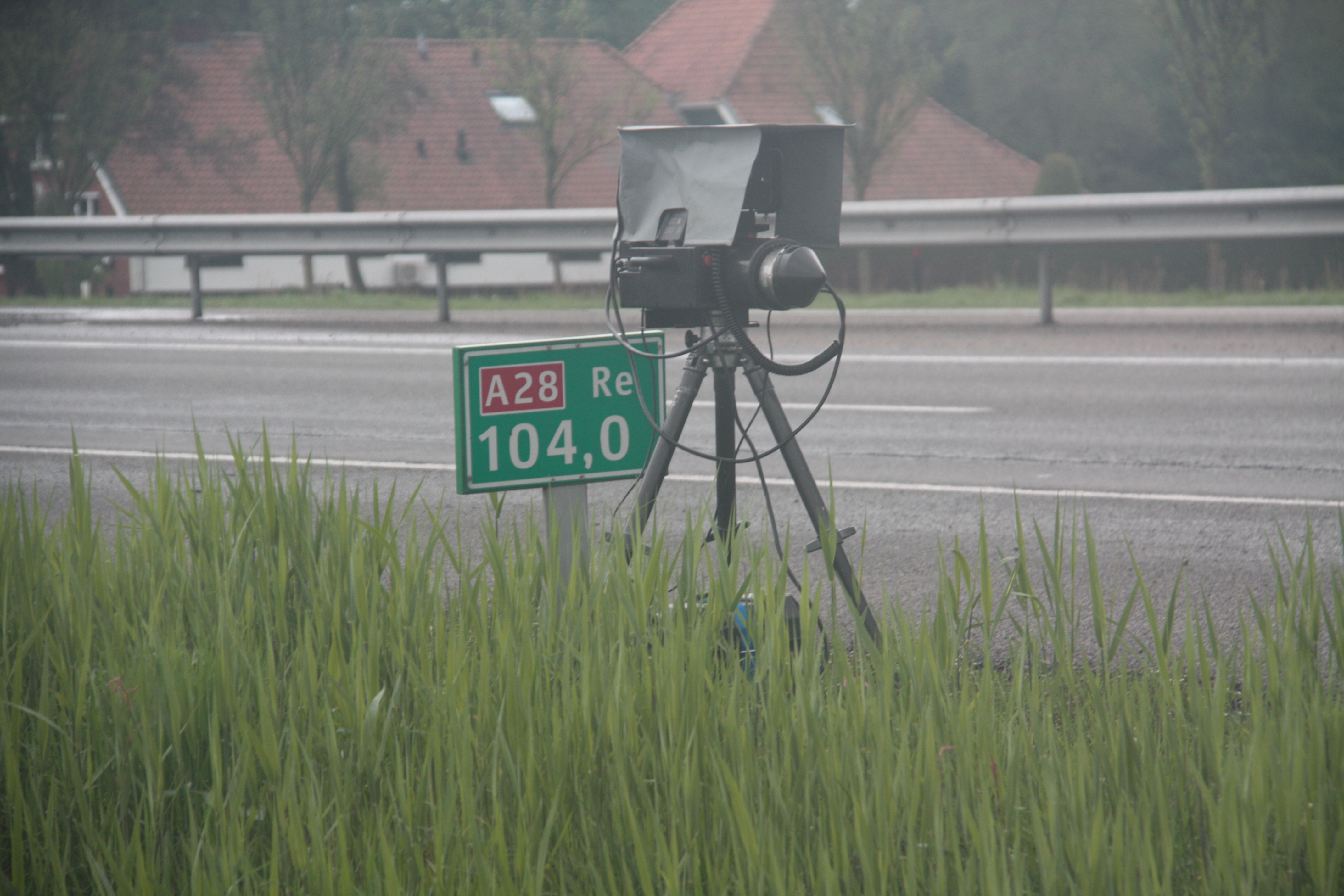
Control de velocitat a l'A28 (8 de maig de 2010)

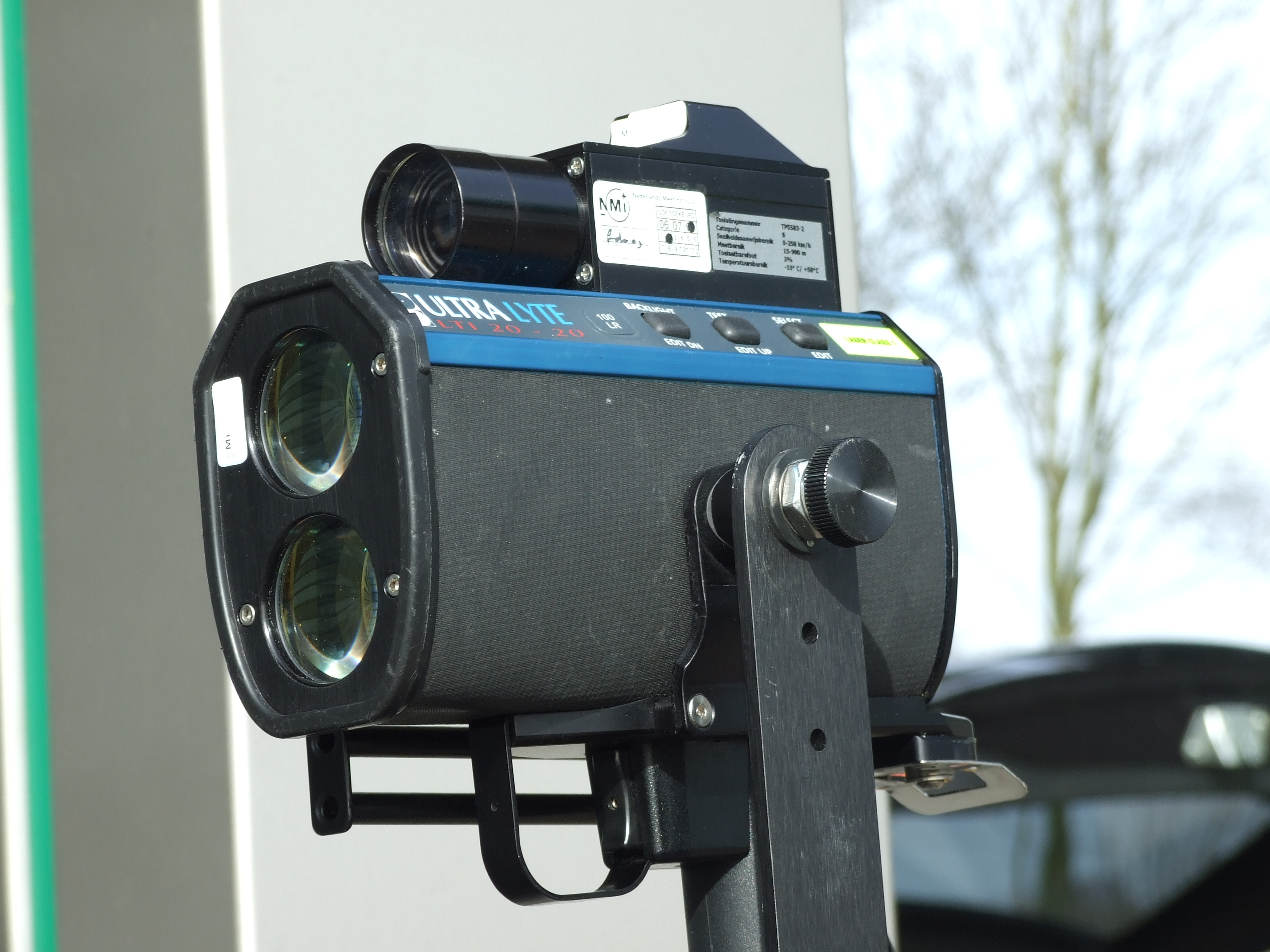
pistola làser

El control de velocitat és un control de superació del límit de velocitat tant en el trànsit per carretera com en el transport marítim.
Quan es detecta una infracció de velocitat, es fa una foto (digital) de la matrícula i, en alguns països, també del conductor. A causa de possibles errors de mesura deguts a imprecisions en l'equip de mesura, es dedueix un marge tècnic de la velocitat mesurada.
S'ha comprovat que en els trams de carretera on es produeixen trampes de velocitat, el nombre d'accidents de trànsit disminueix, les lesions i danys en cas d'accident són menys greus, la conducció menys agressiva, la fluïdesa del trànsit millora i s'emeten menys gasos d'escapament nocius.

## Sistemes
Els controls de velocitat es poden fer de les següents maneres, entre d'altres:
- Radar de trànsit
- Pistola radar
- Pistola LIDAR
- Radar de trànsit
- Radar de tram
- Radar preventiu

## Al país

### Bèlgica
A Bèlgica, els controls de velocitat són realitzats per la policia integrada : per la policia federal (principalment a les autopistes) i per la policia local (a altres carreteres).
La transmissió per ràdio de llocs específics on es produeixen trampes de velocitat està prohibida des del 2014. Des de llavors, les emissores de ràdio emeten una ubicació general com la sortida més propera. Es permet l'ús de navegadors per satèl·lit amb trampes de velocitat preprogramats com Waze o Garmin.
En una sentència de 4 d'abril de 2017, el Tribunal de Cassació va dictaminar que s'ha d'aplicar una correcció a la velocitat mesurada. Només es pot tenir en compte la velocitat corregida i es considera la velocitat real.

### Holanda
Els controls de velocitat als Països Baixos estan organitzats per dues unitats policials: la Unitat Nacional (LE) i les forces regionals.
Es permet la transmissió de trampes de velocitat mitjançant transmissors de ràdio, canal de missatges de trànsit o aplicacions com Waze.